# サンティアゴ・マーレ
サンティアゴ・マーレ（Santiago Mare、1996年10月21日 - ）は、アルゼンチンのラグビー選手。

## プロフィール
- アルゼンチン・ブエノスアイレス出身[1]。
- ポジションはセンター(CTB)。
- 身長 184cm、体重 92kg
- U20アルゼンチン代表に選ばれたことがある[2]。

## 略歴
2021年、東京五輪の7人制アルゼンチン代表に選ばれて銅メダル獲得。
2024年、パリ五輪の7人制アルゼンチン代表に選ばれた。